# Jigoku Shoujo
Jigoku Shōjo (地狱少女, Hell Girl), Även känd som Jigoku Shoujo: Girl From Hell är en animeserie producerad av Aniplex och Studio Deen. Serien startade sin första säsong 4 oktober 2005. Efter succén med den första säsongen, följdes serien i en andra, Jigoku Shōjo Futakomori (地狱少女二笼,), som hade premiär den 7 oktober 2006. 
Den tredje säsongen heter Jigoku Shōjo Mitsuganae (地獄少女 三鼎). och hade premiär på Japansk TV den 4 oktober 2008. 
Jigoku Shōjo utspelar sig i dagens Japan, där det går rykten om en internetsida kallad Hotline to Hell. Skriver du in namnet på någon du hatar kan Ai Enma, Jigoku Shōjo, föra personen till Helvetet. Till sin hjälp har hon tre medhjälpare, Ren Ichimoku, Wanyūdō och Hone Onna. Men hon kräver något i utbyte, efter att du dör kommer även din själ att föras till Helvetet, där du för evigt kommer att plågas istället för att komma till Himlen. De flesta avsnitten är separata historier där någon plågas av en eller flera andra personer och kontaktar Jigoku Shōjo, och oftast skickas plågoanden till Helvetet i slutet. Senare kommer även journalisten Hajime Shibata och hans dotter Tsugumi in i bilden, då han försöker lösa gåtan med den mystiska Ai som får hans dotter att se syner. I de sista avsnitten får vi veta mer om Ais förflutna och hur hon blev Jigoku Shōjo, men hela historien inklusive hennes medhjälpares bakgrunder avslöjas inte förrän i Jigoku Shōjo Futakomori.